# サッカージャージー島代表
サッカージャージー島代表（サッカージャージーとうだいひょう）は、ジャージー島サッカー協会により編成されるジャージー島のサッカーのナショナルチームである。ジャージー島代表は、FIFA及び、UEFAに加盟していない。
ガーンジー島及びオルダニー島の間で1905年から開催されている、ムラッチ・カップでの試合がメインである。優勝回数は53回（2015年現在。1958年～1965年まで8連覇した）と最多記録である。
国際アイランドゲームズ協会にも属しており、アイランドゲームズのサッカー競技では1993年、1997年、2009年と3回の優勝を記録している。

## 選手（2009年アイランドゲームズ招集選手）
- (GK) Stuart Andre (St Paul's)
- (GK) Andrew Bird (St Paul's)
- Chris Andrews (Jersey Wanderers)
- Thomas Bonnett
- Mark Brown (Jersey Scottish)
- Jack Cannon (St. Peter)
- Wait Craddock (ウェスト・ブロムウィッチ・アルビオンFC)
- Ross Crick (Jersey Scottish)
- Ben Gillichan (Sporting Academics)
- James Hayward (Trinity)
- Russel Le Feuvre (Grouville)
- Dave Le Roux (Trinity)
- Mark Lucas (St Paul's)
- J-P Martyn (St Paul's)
- Brett Pitman (ブリストル・シティFC)
- Mark Ray (St Paul's)
- Jay Reid (Jersey Wanderers)
- Craig Russel (St Paul's)
- Jimmy Styles (Trinity)
- Peter Vincenti (オールダーショット・タウンFC)
- Dave Watson (St Paul's)
- Luke Watson (St Paul's)